# Созинов, Владимир Петрович
Владимир Петрович Созинов (8 октября 1904, Котельничский уезд, Вятская губерния — 10 октября 1981, Барнаул) — лейтенант Советской Армии, участник Великой Отечественной войны, Герой Советского Союза (1944).

## Биография
Владимир Созинов родился 8 октября 1904 года в деревне Сосновка. Окончил семь классов школы. В 1926—1928 годах проходил службу в Рабоче-крестьянской Красной Армии. Демобилизовавшись, проживал и работал в Алтайском крае. Член ВКП(б) с 1940 года. В августе 1943 года Созинов повторно был призван в армию. В 1944 году он окончил курсы усовершенствования командного состава. С апреля того же года — на фронтах Великой Отечественной войны.
К июню 1944 года лейтенант Владимир Созинов командовал взводом 992-го стрелкового полка 306-й стрелковой дивизии 43-й армии 1-го Прибалтийского фронта. Отличился во время освобождения Витебской области Белорусской ССР. 23 июня 1944 года взвод В. П. Созинова участвовал в прорыве немецкой обороны в районе деревень Заозерье и Медведи Шумилинского района, командир взвода первым ворвался в немецкие траншеи и уничтожил большое количество солдат и офицеров противника. 24 июня 1944 года взвод В. П. Созинова переправился через Западную Двину в районе деревни Шарыпино Бешенковичского района и принял активное участие в боях за захват и удержание плацдарма на её западном берегу.
Указом Президиума Верховного Совета СССР от 22 июля 1944 года за «мужество и героизм, проявленные при освобождении Белоруссии» лейтенант Владимир Созинов был удостоен высокого звания Героя Советского Союза с вручением ордена Ленина и медали «Золотая Звезда» за номером 5255.
В 1947 году был уволен в запас. В 1947-1953 гг. проживал и работал в Ребрихинском районе Алтайского края, с 1954 года — в Барнауле. Умер 10 октября 1981 года.
Был награждён двумя орденами Ленина и рядом медалей.
В честь Созинова названа улица в селе Новотроицкое Шумилинского района Витебской области Белоруссии.

## Комментарии
1. ↑  Деревня Сосновка[1], относившаяся к Красавской волости Котельничского уезда, в последующем входила в состав Ленинского сельсовета Шабалинского района Кировской области[2]; ныне является частью деревни Созиновы[3] того же района.